# ARDミュンヘン国際音楽コンクール
ARDミュンヘン国際音楽コンクール（アーエルデー ミュンヘンこくさいおんがくコンクール、ドイツ語: Internationaler Musikwettbewerb der ARD）は、ドイツ公共放送連盟（ARD）主催で毎年ミュンヘンで行われている国際音楽コンクール。

## 概要
ARDミュンヘン国際音楽コンクールは1952年に第1回が開催され、2024年で73回目を迎えた。世界の権威ある国際コンクールの中でも、歴史と伝統のある難関なコンクールとして知られている。
第1回目はピアノ部門のみで開催されたが、1953年の第2回目以降はピアノ、ピアノ・デュオ、ヴァイオリン・ピアノ・デュオ、ヴァイオリン、木管楽器、金管楽器、打楽器、声楽等から、4～7部門を設定して行われている。
同コンクールの管楽器と打楽器部門はジュネーヴ国際音楽コンクールと並んで最高の権威を持っており、入賞者からはハインツ・ホリガー、ペーター＝ルーカス・グラーフ、カール・ライスター、クラウス・トゥーネマン、ヘルマン・バウマン、モーリス・アンドレ、ブラニミール・スローカー、ラデク・バボラーク、ペーター・ザドロ、吉原すみれなど、世界的な演奏家を輩出している。
過去の優勝者などについては、公式ウェブサイトに掲載されている。

## 日本人の歴代第1位優勝者
- 1970年　東京クヮルテット （弦楽四重奏部門）
- 1980年　田中淑恵 （声楽部門）
- 1983年　伊藤恵 （ピアノ部門）
- 1984年　久保田巧 （ヴァイオリン部門）
- 1997年　清水直子 （ヴィオラ部門）
- 2005年　岡崎慶輔 （ヴァイオリン部門）
- 2018年　葵トリオ （ピアノ三重奏部門）[注釈 4]
- 2019年　佐藤晴真 （チェロ部門）
- 2021年　岡本誠司 （ヴァイオリン部門）

## ヴァイオリン部門歴代入賞者
2005年には日本人が1位と2位を占めて話題となったヴァイオリン部門は、1953年から2021年まで延べ21回開催され、1958年から入賞順位がつけられるようになった。1958年以降の開催数は19回になるが、その歴代入賞者の中で、1位受賞者は日本人3名、ポーランド人2名、韓国人1名のわずかに6名であり、殆どの年が1位なしの2位、3位である。かつてのヴァイオリン部門は、なかなか1位が出ない特に難関な部門であったが、コンクールそのものの方針転換により審査の厳格性は大幅に緩くなった。
- 1953年
  - 順位なし　ミシェル・ブシノー (Michèle Boussinot) （フランス）
  - 順位なし　イゴール・オジム（ユーゴスラビア）
  - 順位なし　エディト・パイネマン (Edith Peinemann)（西ドイツ）
- 1956年
  - 順位なし　テッサ・ロビンス(Tessa Robbins) （イギリス）
- 1958年
  - 第1位　なし
  - 第2位　オスカー・ヤッコ（英語版）（フィリピン）
- 1961年
  - 第1位　なし
  - 第2位　志田とみ子（日本）
  - 第2位　ヨッシ・ツィヴォーニ（英語版） （イスラエル）
  - 第3位　ゲルハルト・ヘッツェル（西ドイツ）
- 1966年
  - 第1位　コンスタンティ・クルカ （ポーランド）
  - 第2位　イザベラ・ペトロシアン(Изабелла Петросян) （ソ連）
  - 第3位　ユーリー・マズルケヴィッチ(Jurij Mazurkevic) （ソ連）
- 1969年
  - 第1位　なし
  - 第2位　クリスチャーノ・ロッシ(Cristiano Rossi) （イタリア）
  - 第2位　柳田昌子（日本）
  - 第3位　エミー・ヴェルヘイ （オランダ）
- 1972年
  - 第1位　なし
  - 第2位　ニラ・ピエロ（スウェーデン語版） （スウェーデン）
  - 第3位　エルンスト・コヴァチッチ（ドイツ語版） （オーストリア）
- 1975年
  - 第1位　なし
  - 第2位　ドラ・シュヴァルツベルク（イタリア語版） （イスラエル）
  - 第3位　カヤ・ダンチョフスカ （ポーランド）
  - 第3位　ウジェーヌ・サルブ （ルーマニア）
- 1978年
  - 第1位　なし
  - 第2位　キム・ヘギョン(Hae-Kyoung Kim) （韓国）
  - 第3位　オリヴィエ・シャルリエ（フランス）
  - 第3位　イリーナ・ツェイトリン(Irina Tseitlin) （無国籍）
- 1981年
  - 第1位　なし
  - 第2位　グウェン・ホービグ（ドイツ語版） （カナダ）
  - 第3位　フローリアン・ゾンライトナー(Florian Sonnleitner) （西ドイツ）
- 1984年
  - 第1位　久保田巧（日本）
  - 第2位　クリスチャン・テツラフ（西ドイツ）
  - 第3位　ペーター・マツカ(Peter Matzka) （アメリカ）
- 1988年
  - 第1位　なし
  - 第2位　イ・ミギョン（フィンランド語版） （韓国）
  - 第3位　ソニグ・チャケリアン（イタリア語版） （イタリア）
- 1992年
  - 第1位　なし
  - 第2位　エツェツ・オフェル（wikidata）(Erez Ofer) （イスラエル）
  - 第3位　パーヴェル・シュポルスル（ロシア語版） （ロシア）
  - 第3位　スコット・セント・ジョン（英語版） （カナダ）
- 1995年
  - 第1位　ピョートル・プラヴネル（ポーランド語版） （ポーランド）
  - 第2位　ベティナ・グラディンガー(Bettina Gradinger) （オーストリア）
- 1999年
  - 第1位　なし
  - 第2位　ファン・ビン（wikidata）(Bin Huang) （中国）
  - 第3位　アンドレイ・ヴィエロフ(Andrey Bielov) （ウクライナ）
  - 第3位　フランチェスコ・マナラ（イタリア語版） （イタリア）
- 2001年
  - 第1位　なし
  - 第2位　アネッテ・フォン・ヘーン(Annette von Hehn) （ドイツ）
  - 第3位　ヤメイ・ユ（ドイツ語版） （ドイツ）
  - 第3位　カン・ミンジュン(Min-Jung KANG) （韓国）
- 2005年
  - 第1位　岡崎慶輔（日本）
  - 第2位　山田晃子（日本）
  - 第3位　カティア・ラーママン(Katja Lämmermann) （ドイツ）
- 2009年
  - 第1位　パク・ヘヨン(Hye-yoon PARK) （韓国）
  - 第2位　白井圭（wikidata） （日本）【聴衆賞】
  - 第3位　リリー・フランシス（wikidata）(Lily Francis) （アメリカ）
  - 特別賞　セルゲイ・ドガディン（英語版）（ロシア）
- 2013年
  - 第1位　なし
  - 第2位　キム・ボムソリ（英語版）（韓国）、クリステル・リー（英語版）（アメリカ）
- 2017年
  - 第1位　なし
  - 第2位　サラ・クリスティアン（wikidata）(Sarah Christian) （ドイツ）、アンドレア・オビソ(Andrea Obiso)（イタリア）
  - 第3位　クリスティーン・バラナス（英語版）（ラトビア）
- 2021年
  - 第1位　岡本誠司（日本）
  - 第2位　ドミトリー・スミルノフ（Dmitry Smirnov）（ロシア）
  - 第3位　アレクサンドラ・ティルシュ（Alexandra Tirsu）（モルドバ/ルーマニア）【聴衆賞】